# 北浦三育中学校
北浦三育中学校（きたうらさんいくちゅうがっこう）は、かつて茨城県行方市成田にあった全寮制でキリスト教主義の私立の中学校。沖縄三育中学校とともに、広島三育学院高等学校と連携型中高一貫教育を行っていた。
2020年に閉校し、千葉県大多喜町に三育学院中学校として移転・開校した。閉校後は撮影場所として多数の映画やテレビ番組に使われている。

## 校風
茨城県では数少ない全寮制共学の私立中学校であった。全国に中学校は他に、沖縄県名護市に沖縄三育中学校、広島県三原市に広島三育学院中学校がある。その他、日本国内に、高校1、短大1、幼稚園5、小学校10の系列校を持っている。

## 特徴
全寮制であり、教職員も同じ敷地内に住み、昼夜を問わず生徒たちの指導にあたっていた。キリスト教教育を実践しており、教職員も全員がクリスチャンであった。
卒業生の多くは、広島県三原市にある広島三育学院高等学校に進学していた。北浦三育中学校から広島三育学院高等学校に進学するには、通常の入学試験受験が必要であった。
全世界に数多くの系列校を持ち、広島三育学院高校に進学後留学する者も多かった。
- 系列大学・大学院数：99校
- 中学・高等学校数：1214校
- 小学校：1262校

## 沿革

### 経緯
創立は、1898年（明治31年）、セブンスデー・アドベンチスト教会（SDA教会・プロテスタント）の宣教師W.C.グレンジャーの和英聖書学校（東京、芝）にさかのぼる。
1926年（大正15年）、千葉県房総半島の美しい松林の丘のキャンパスを選び、教師、生徒の手で日本三育学院を建てユニークな三育教育をつづけてきたが、太平洋戦争において、信仰と平和思想のため学校閉鎖の苦難を経た。終戦とともに小中高カレッジを併設し再開した。

### 年表
- 1898年（明治31年） - キリスト教宣教師W.Cグレンジャーにより、東京府東京市麻布区(現：東京都港区)に芝和英聖書学校を開設。
- 1914年（大正3年） - 東京府豊多摩郡杉並村（現:東京都杉並区）大字天沼に移転。日本伝道学校と改称。
- 1919年（大正8年） - 小学校・中学部・高等部を設置し、天沼学院と改称。
- 1926年（大正15年） - 千葉県君津郡神納村（現:袖ケ浦市）に移転。日本三育学院と改称。
- 1943年（昭和18年） 
  - 9月20日 - キリスト教信仰のゆえの治安維持法違反の容疑で、特高警察により院長以下主要教員が検挙・連行。女学院も同様。学院業務を停止。
  - 12月26日 - 千葉県例により学院閉鎖。学院施設は陸軍療養所として接収。
- 1947年（昭和22年） - 1月23日、日本三育学院再開。
- 1953年（昭和28年） - 神学科・教育学科・セクレタリー科を設置。日本三育学院と改称。
- 1969年（昭和44年） - 北浦三育中学校設立。
- 1971年（昭和46年） - シャロンホーム（女子寮）、カナンホーム（男子寮）完成
- 1977年（昭和52年） - 校舎増築、女子寮新館増築、食堂、旧チャペル新築
- 1979年（昭和54年） - 第二グランド完成・男子寮増築
- 1984年（昭和59年） - 体育館、テニスコート完成
- 1987年（昭和62年） - 講堂、特別教室校舎新築、チャペル竣工
- 1992年（平成4年） - 新男子寮竣工
- 2020年（令和2年） - 閉校

## 教育方針
- キリスト教を柱とした全寮制による24時間の全人教育
- 知育（知的教育）・徳育（信仰教育）・体育（健康教育）のバランスある全人的な三育教育の実践を目指す。